# Instituto de Tecnología de la Universidad de Virginia Occidental
El Instituto de Tecnología de la Universidad de Virginia Occidental (West Virginia University Institute of Technology en inglés), conocido como West Virginia Tech (WVU Tech), es una universidad pública ubicada en Beckley, Virginia Occidental (Estados Unidos). Aunque funciona de manera autónoma con respecto a la Universidad de Virginia Occidental (WVU), su órgano rector es la Junta de gobierno de la WVU.

## Historia
Se fundó en 1895 como Montgomery Preparatory School. En 1917 cambió de nombre a West Virginia Trade School y en 1921 pasó a ser un Colegio universitario denominado New River State School. Alcanzó el nivel de universidad de programas de cuatro años en 1931 cambiando de nombre al de New River State College, y nuevamente al de Instituto de Tecnología de Virginia Occidental (West Virginia Institute of Technology) en 1941. En 1966 se incorporó como campus a la Universidad de Virginia Occidental y el 1 de julio de 2007 como división autónoma de WVU.

## Campus
El campus está ubicado en Beckley (Virginia Occidental), a 30 millas del anterior campus en Montgomery  (Virginia Occidental), ocupando las instalaciones de la desaparecida universidad Mountain State University adquirida para esa finalidad en 2014.

## Centros docentes
West Virginia Tech tiene dos facultades:
- Facultad de Ingeniería y Ciencias Leonard C. Nelson (Leonard C. Nelson College of Engineering and Sciences)
- Facultad de Negocios, Humanidades y Estudios Sociales (College of Business, Humanities and Social Studies)

## Deportes
Sus equipos deportivos compiten en la Kentucky Intercollegiate Athletic Conference de la National Association of Intercollegiate Athletics (NAIA).